# Serge Jaroff

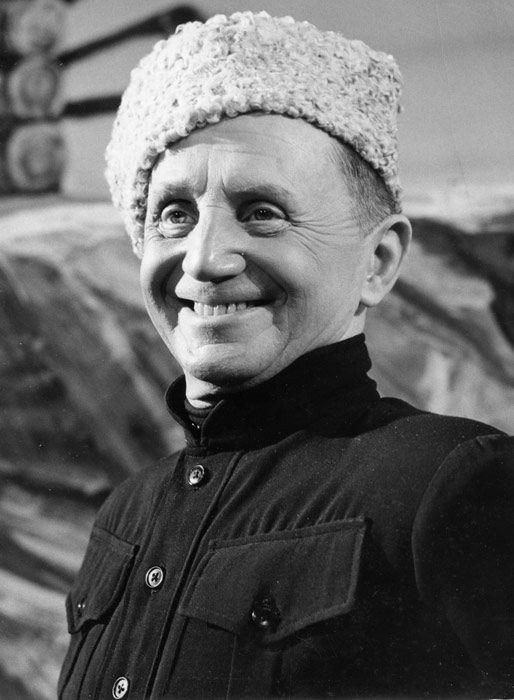
Serge Jaroff

Serge (Alexis) Jaroff (Russisch: Сергей Алексеевич Жаров, Sergej Aleksejevitsj Zjarov) (Makarjev, Oblast Kostroma, 20 maart 1896 – Lakewood (New Jersey), 5 oktober 1985) was een Russisch dirigent en componist. Hij was de oprichter en gedurende zestig jaar dirigent en componist van het Don-Kozakkenkoor Serge Jaroff.

## Levensloop
Jaroff studeerde aan de Moskouse Synodale School voor koorzang en was leraar zang.
Hij diende als kozakkenluitenant in de Russische Burgeroorlog. In 1920 werd de Don-divisie door het Rode Leger naar de Krim verdreven. Vandaar werden zij geëvacueerd naar Çilingir, een interneringskamp in de buurt van Constantinopel (nu Istanboel). In januari startte Jaroff een koor met deze vluchtelingen. De meeste zangers, die later in het Don-Kozakkenkoor zongen, waren lid van de Don-divisie sinds het begin van de oorlog in 1914. De derde Don-divisie werd in maart 1921 verplaatst naar het Griekse eiland Lemnos. Daarna werden de troepen, inclusief de zangers ingescheept naar Boergas in Bulgarije. De Russische gezant aldaar verzocht Jaroff de kerkdiensten te begeleiden met zijn koor. Daarna startte het koor op 23 juni 1923 in de van Alexander Nevsky Kathedraal in Sofia. Het koor bestond uit 32 professionele zangers. Daarna kreeg het koor een aanbieding te komen zingen in Montargis (Frankrijk) maar strandde wegens geldgebrek in Wenen.

### Latere leven
De laatste grote tournee was in het seizoen 1978-1979 maar Jaroff bleef nog doorwerken als dirigent in Amerika tot 1981.
Op 20 maart 1981 overhandigde hij de rechten van zijn koor aan zijn vriend en manager Otto Hofner. Hofner gaf in 2001 de rechten van het koor aan Wanja Hlibka, de jongste solist van Jaroffs koor.

## Persoonlijk leven
Jaroff huwde Neonila in Berlijn. Zij hadden een zoon, Aliosja, en woonden in Lakewood, New Jersey, waar Jaroff in 1985 overleed. Net voor de Tweede Wereldoorlog in 1936 kreeg hij de Amerikaanse nationaliteit.
Hij is begraven op RO Begraafplaats St Mary's in Jackson, New Jersey.